# (15149) Loufaix
(15149) Loufaix est un astéroïde de la ceinture principale.

## Description
(15149) Loufaix est un astéroïde de la ceinture principale. Il fut découvert le 2 mars 2000 aux Monts Santa Catalina par le projet CSS. Il présente une orbite caractérisée par un demi-grand axe de 2,67 UA, une excentricité de 0,12 et une inclinaison de 13,9° par rapport à l'écliptique.

## Compléments